# Club Bolívar
Club Bolívar jest boliwijskim klubem piłkarskim z siedzibą w mieście La Paz. Drużyna rozgrywa mecze u siebie na oddanym do użytku w 1970 roku stadionie Estadio Libertador Simón Bolivar.

## Historia
Klub został założony 12 kwietnia 1925 pod nazwą Atletico Bolivar Literario Musical.
Klub reprezentowany był przez wielu piłkarzy podczas mistrzostw świata 1994 - Marco Sandy, Miguel Rimba, Carlos Borja, Vladimir Soria, Luis Cristaldo oraz Julio Baldivieso.

## Osiągnięcia
- Mistrz Boliwii (28): 1932, 1937, 1939, 1940, 1941, 1942, 1950, 1953, 1956, 1966, 1968, 1976, 1978, 1982, 1983, 1985, 1987, 1988, 1991, 1992, 1994, 1996, 1997, 2002, 2004 Apertura, 2005 Apertura, 2006 Apertura, 2009 Apertura